# 大衢县
30°26′18″N 122°21′09″E / 30.43846208035281°N 122.35250473022461°E
大衢县是浙江省一个已经撤消的县。其行政范围包括今天舟山市岱山县北部的衢山镇和嵊泗县西部的洋山镇，即舟山群岛的衢山岛、鼠浪湖岛、大洋山、小洋山、滩浒岛及周围属岛。
1962年5月，舟山县撤消后，在原衢山区和洋山人民公社之地新设大衢县，县城设在岛斗城镇。1964年4月，大衢县撤消，其地分别划归岱山县和嵊泗县。